# Адміністративний устрій Краснопільського району
Адміністративний устрій Краснопільського району — адміністративно-територіальний поділ Краснопільського району Сумської області на 1 селищну громаду, 2 сільські громади і 6 сільських рад, які об'єднують 57 населених пунктів та підпорядковані Краснопільській районній раді. Адміністративний центр — смт Краснопілля.

## Список громадКраснопільського району
| № | Назва                               | Центр               | Населені пункти | Площа км² | Місце за площею | Населення (2001), чол. | Місце за населенням |
| - | ----------------------------------- | ------------------- | --- | --------- | --------------- | ---------------------- | ------------------- |
| 1 | Верхньосироватська сільська громада | с. Верхня Сироватка | c. Великий Бобрик с. Верхня Сироватка c. Івахнівка c-ще Кам'яне c. Малий Бобрик c. Юсупівка |           |                 |                        |                     |
| 2 | Краснопільська селищна громада      | смт Краснопілля     | c. Веселе c. Виднівка c. Воропай c. Гапонівка c. Глибне c. Думівка смт Краснопілля c. Лозове c. Мар'їне c. Марченки c-ще Миропільське c. Михайлівка c-ще Михайлівське c. Мозкове c. Наумівка c. Новодмитрівка c. Окіп c. Осоївка c. Петрушівка c. Проходи c. Самотоївка c. Таратутине c. Тур'я смт Угроїди c. Хвойне c. Хмелівка c. Чернеччина c. Ясенок |           |                 |                        |                     |
| 3 | Миропільська сільська громада       | c. Миропілля        | c. Барилівка c. Велика Рибиця c. Великий Прикіл c. Гнилиця c. Грунівка c. Запсілля c. Мала Рибиця c. Миропілля c. Олександрія c. Сінне |           |                 |                        |                     |

## Список радКраснопільського району
| № | Назва                       | Центр         | Населені пункти                                | Площа км² | Місце за площею | Населення (2001), чол. | Місце за населенням |
| - | --------------------------- | ------------- | ---------------------------------------------- | --------- | --------------- | ---------------------- | ------------------- |
| 1 | Бранцівська сільська рада   | c. Бранцівка  | c. Бранцівка                                   |           |                 |                        |                     |
| 2 | Грабовська сільська рада    | c. Грабовське | c. Грабовське c. Високе                        |           |                 |                        |                     |
| 3 | Мезенівська сільська рада   | c. Мезенівка  | c. Мезенівка c-ще Майське c. Новоолександрівка |           |                 |                        |                     |
| 4 | Покровська сільська рада    | c. Покровка   | c. Покровка c. Попівка c. Степок               |           |                 |                        |                     |
| 5 | Рясненська сільська рада    | c. Рясне      | c. Рясне c. Земляне c. Лісне                   |           |                 |                        |                     |
| 6 | Славгородська сільська рада | c. Славгород  | c. Славгород c. Верхня Пожня c. Порозок        |           |                 |                        |                     |

* Примітки: м. — місто, с-ще — селище, смт — селище міського типу, с. — село